# Gelis
Gelis is een geslacht van insecten uit de orde vliesvleugeligen (Hymenoptera) en de familie Ichneumonidae.

## Soorten
- G. abortivus (Spinola, 1851)
- G. acarorum (Linnaeus, 1758)
- G. aciculatus (Strickland, 1912)
- G. adili Bogacev, 1946
- G. agilis (Fabricius, 1775)
- G. alator Aubert, 1989
- G. albanicus (Fahringer, 1923)
- G. albicinctoides Schwarz, 1998
- G. albicinctus (Ruthe, 1859)
- G. albipalpus (Thomson, 1884)
- G. albopilosus Schwarz, 2002
- G. alegininus Carlson, 1979
- G. algericus (Habermehl, 1920)
- G. alogus (Viereck, 1905)
- G. alopecosae Horstmann, 1986
- G. alpinus (Strobl, 1901)
- G. alpivagus (Strobl, 1901)
- G. alternatus (Cresson, 1872)
- G. anataelianus Ceballos, 1925
- G. anatolicus Schwarz, 1998
- G. aneichi Schwarz, 1998
- G. annulatus (Strickland, 1912)
- G. anthracinus (Forster, 1850)
- G. apantelicidus (Viereck, 1913)
- G. apantelis Cushman, 1927
- G. aponius Schwarz, 2002
- G. apterus (Pontoppidan, 1763)
- G. araneator Seyrig, 1926
- G. areator (Panzer, 1804)
- G. areolatus Ceballos, 1927
- G. ariamus Schwarz, 1998
- G. asozanus (Uchida, 1930)
- G. asperatus (Fonscolombe, 1852)
- G. atratus (de Stefani, 1884)
- G. austriacus Schwarz, 1998
- G. avarus (Forster, 1850)
- G. balcanicus Horstmann, 1993
- G. balteatus

Gelis balteatus (Cameron) (Cameron, 1905)
Gelis balteatus (Thomson) (Thomson, 1885)
- G. balteatus (Cameron) (Thomson, 1885)
- G. belfragei (Ashmead, 1890)
- G. bellicus Bogacev, 1963
- G. bicolor (Villers, 1789)
- G. bicoloratus

Gelis bicoloratus (Bogacev) Bogacev, 1963
Gelis bicoloratus (Cresson) (Cresson, 1872)
- G. bicoloratus (Bogacev) (Cresson, 1872)
- G. birkmani (Brues, 1903)
- G. brassicae Horstmann, 1986
- G. brevicauda (Thomson, 1884)
- G. brevis (Bridgman, 1883)
- G. brevistylus (Strickland, 1912)
- G. brevithorax Roman, 1936
- G. bruesii (Strickland, 1912)
- G. brunneellus Schwarz, 2002
- G. californicus (Ashmead, 1890)
- G. campbellensis Townes, 1964
- G. canadensis (Cresson, 1872)
- G. canariensis Horstmann, 1986
- G. carbonarius (de Stefani, 1884)
- G. caudator Horstmann, 1986
- G. caudatulus Horstmann, 1997
- G. caudatus (Rudow, 1917)
- G. cayennator (Thunberg, 1822)
- G. cinctus (Linnaeus, 1758)
- G. circumdatus (Schiodte, 1839)
- G. claviventris (Strobl, 1901)
- G. cockerelli (Brues, 1910)
- G. coloradensis (Strickland, 1912)
- G. columbianus (Ashmead, 1890)
- G. compactus (Cresson, 1872)
- G. constantineanui Ciochia, 1974
- G. crassulus (Brues, 1903)
- G. cursitans (Fabricius, 1775)
- G. curvicauda Horstmann, 1993
- G. cushmani Carlson, 1979
- G. cyanurus (Forster, 1850)
- G. davidsonii (Ashmead, 1896)
- G. debilis (Provancher, 1886)
- G. declivis (Forster, 1850)
- G. delicatus (Cresson, 1872)
- G. delumbis (Brues, 1910)
- G. dendrolimi (Matsumura, 1926)
- G. difficilis (Hedwig, 1950)
- G. dimidiativentris (Rudow, 1917)
- G. discedens (Forster, 1850)
- G. dispar (Strickland, 1912)
- G. divaricatus Horstmann, 1993
- G. drassi (Riley, 1892)
- G. edentatus (Forster, 1850)
- G. elongatus (Rudow, 1917)
- G. elymi (Thomson, 1884)
- G. eos Schwarz, 2009
- G. escalerai Ceballos, 1925
- G. exareolatus (Forster, 1850)
- G. excellens (Hedwig, 1961)
- G. fabularis Schwarz, 1998
- G. falcatus Horstmann, 1986
- G. fallax (Forster, 1850)
- G. fasciitinctus (Dalla Torre, 1901)
- G. fenestralis (Brues, 1910)
- G. ferruginosus (Strickland, 1912)
- G. festinans (Fabricius, 1798)
- G. fidens Schwarz, 2009
- G. formicarius (Linnaeus, 1758)
- G. forticornis (Forster, 1850)
- G. fortificator Aubert, 1980
- G. fortunatus Schwarz, 1993
- G. fossae Schwarz, 2002
- G. foveatus (Brues, 1910)
- G. fumipennis Horstmann, 1986
- G. fuscicorniformis Ciochia, 1973
- G. fuscicornis (Retzius, 1783)
- G. gallicator (Aubert, 1971)
- G. gelechiae (Ashmead, 1890)
- G. gibbifrons (Thomson, 1884)
- G. glacialis (Holmgren, 1869)
- G. gomerensis Schwarz, 2010
- G. gracillimus (Dalla Torre, 1902)
- G. gusenleitneri Schwarz, 2009
- G. habilis (Brues, 1910)
- G. hammari (Viereck, 1912)
- G. hebraicator Aubert, 1971
- G. heidenreichi Habermehl, 1930
- G. helleni Kolarov, 1993
- G. hispanicus Schwarz, 2002
- G. hortensis (Christ, 1791)
- G. hypsibatus Schwarz, 1998
- G. inermis (Viereck, 1903)
- G. infumatus (Thomson, 1884)
- G. insolitus (Howard, 1897)
- G. intermedius (Forster, 1850)
- G. inustus (Gravenhorst, 1829)
- G. inutilis Cushman, 1927
- G. karakurti (Rossikov, 1904)
- G. keenii (Harrington, 1894)
- G. kermaniae Schwarz, 2009
- G. kiesenwetteri (Forster, 1850)
- G. kukakensis (Ashmead, 1902)
- G. kumamotensis (Uchida, 1930)
- G. laoticus Schwarz, 2009
- G. latrodectiphagus (Hesse, 1942)
- G. leiradoi Ceballos, 1925
- G. lemae (Sonan, 1930)
- G. leptogaster (Forster, 1850)
- G. limbatus (Gravenhorst, 1829)
- G. liparae (Giraud, 1863)
- G. longicauda (Thomson, 1884)
- G. longipes

Gelis longipes (Rudow) (Rudow, 1917)
Gelis longipes (Strickland) (Strickland, 1912)
- G. longipes (Rudow) (Strickland, 1912)
- G. longistylus (Strickland, 1912)
- G. longitarsis Schwarz, 2009
- G. lucidulus (Forster, 1850)
- G. lymensis (Strickland, 1912)
- G. macer (Cresson, 1872)
- G. macroptera (Strobl, 1901)
- G. maculatus (Strickland, 1912)
- G. maderi (Fahringer, 1923)
- G. maesticolor (Roman, 1933)
- G. mangeri (Gravenhorst, 1815)
- G. manni (Strickland, 1912)
- G. margaritae Bogacev, 1946
- G. marikovskii Kuzin, 1948
- G. marlenae Schwarz, 2009
- G. maruyamensis (Uchida, 1932)
- G. maxi Schwarz, 2009
- G. meabilis (Cresson, 1872)
- G. meigenii (Forster, 1850)
- G. melampus (Strobl, 1901)
- G. melanocephalus (Schrank, 1781)
- G. melanogaster (Thomson, 1884)
- G. melanogonus (Gravenhorst, 1829)
- G. melanophorus (Forster, 1851)
- G. merceti Ceballos, 1925
- G. merops Schwarz, 2002
- G. meuseli (Lange, 1911)
- G. micariae (Howard, 1892)
- G. micrurus (Forster, 1850)
- G. minimus (Walsh, 1861)
- G. mitis Schwarz, 1994
- G. monozonius (Gravenhorst, 1829)
- G. morositas Schwarz, 2009
- G. mutillatus (Gmelin, 1790)
- G. nahanojus Schwarz, 1998
- G. napocai Ciochia, 1974
- G. nigerrimus (Dalla Torre, 1902)
- G. nigrans Schwarz, 2009
- G. nigritulus (Zetterstedt, 1838)
- G. nigriventris (Brues, 1903)
- G. nigrofuscus (Strickland, 1912)
- G. nitidus Horstmann, 1986
- G. nivariensis Schwarz, 1993
- G. nocuus Cushman, 1927
- G. notabilis (Forster, 1850)
- G. obesus (Ashmead, 1902)
- G. obscuratus (Strobl, 1901)
- G. obscuripes Horstmann, 1986
- G. obscurus (Cresson, 1872)
- G. operosus Schwarz, 2002
- G. ornatulus (Thomson, 1884)
- G. ostarrichi Schwarz, 1996
- G. ottawaensis (Harrington, 1896)
- G. pallipes (Forster, 1851)
- G. pamirensis Bogacev, 1963
- G. papaveris (Forster, 1856)
- G. parens Schwarz, 1998
- G. parfentjevi (Meyer, 1926)
- G. pauxillus (Kokujev, 1909)
- G. pavlovskii Jonaitis, 1981
- G. pennsylvanicus (Strickland, 1912)
- G. perniciosus (Viereck, 1913)
- G. petraeus Schwarz, 1998
- G. pettitii (Cresson, 1872)
- G. pezomachorum (Ratzeburg, 1852)
- G. philpottii (Brues, 1922)
- G. picipes (Gravenhorst, 1829)
- G. piger (Kokujev, 1909)
- G. pilosulus (Thomson, 1884)
- G. popofensis (Ashmead, 1902)
- G. potteri Barron, 1987
- G. povolnyi Sedivy, 1968
- G. problematicus (Seyrig, 1952)
- G. problemator Aubert, 1989
- G. prospectus Schwarz, 1998
- G. prosthesimae (Riley, 1892)
- G. proximus (Forster, 1850)
- G. pulicarius (Fabricius, 1793)
- G. pusillus (de Stefani, 1884)
- G. rabidae Barron, 1987
- G. ragusae (de Stefani, 1884)
- G. recens Schwarz, 2002
- G. robustus (Strickland, 1912)
- G. rotundiceps (Cresson, 1872)
- G. rotundiventris (Forster, 1850)
- G. rubricollis (Thomson, 1884)
- G. ruficeps (Rudow, 1914)
- G. rufipes (Forster, 1850)
- G. rufogaster Thunberg, 1827
- G. rufoniger Schwarz, 1998
- G. rufotinctus (Bridgman, 1883)
- G. rugifer (Thomson, 1884)
- G. sanguinipectus (Schmiedeknecht, 1932)
- G. sapporoensis (Ashmead, 1906)
- G. scvarskii (Rossikov, 1904)
- G. schizocosae Barron & Bisdee, 1977
- G. semirufus (de Stefani, 1884)
- G. sessilis (Provancher, 1874)
- G. seyrigi Ceballos, 1925
- G. shafae Jonaitis & Alijev, 1988
- G. shawidaani Schwarz, 2002
- G. shushae Jonaitis & Alijev, 1988
- G. sibiricus (Szepligeti, 1901)
- G. siccus Schwarz, 2009
- G. solus Schwarz, 2002
- G. speciosus (Hellen, 1949)
- G. spinula (Thomson, 1884)
- G. spiraculus (Strickland, 1912)
- G. spurius (Forster, 1850)
- G. stanfordensis (Strickland, 1912)
- G. stevenii (Gravenhorst, 1829)
- G. stigmaterus (Cresson, 1872)
- G. stigmaticus

Gelis stigmaticus (Hedwig) (Hedwig, 1961)
Gelis stigmaticus (Zetterstedt) (Zetterstedt, 1838)
- G. stigmaticus (Hedwig) (Zetterstedt, 1838)
- G. stigmatus (Ashmead, 1890)
- G. stilatus (Rudow, 1914)
- G. striativentris Schwarz, 2003
- G. stricklandi Townes, 1944
- G. takadai Momoi, 1970
- G. tantillus (Cresson, 1872)
- G. taschenbergii (Schmiedeknecht, 1897)
- G. tauriscus Schwarz, 1998
- G. tenellus (Say, 1835)
- G. tenerifensis Schwarz, 1993
- G. terribilis Schwarz, 2002
- G. texanus (Cresson, 1872)
- G. thersites (Schmiedeknecht, 1933)
- G. thomsoni (Schmiedeknecht, 1933)
- G. thripites (Taylor, 1860)
- G. tibiator Schwarz, 2002
- G. trimaculatus Schwarz, 2009
- G. trux (Forster, 1850)
- G. tubulosus (Fahringer, 1923)
- G. turbator Schwarz, 2002
- G. uniformis (Dalla Torre, 1902)
- G. urbanus (Brues, 1910)
- G. utahensis (Strickland, 1912)
- G. vagabundus (Forster, 1850)
- G. vasiljevi (Kokujev, 1912)
- G. venatorius (Forster, 1850)
- G. viduus (Forster, 1850)
- G. virginiensis (Ashmead, 1890)
- G. volens Schwarz, 2009
- G. vulnerans (Forster, 1850)
- G. westerhauseri Gistel, 1857
- G. wheeleri (Brues, 1903)
- G. yakutatensis (Ashmead, 1902)
- G. yunnanensis Schwarz, 2009
- G. zeirapherator (Aubert, 1966)